# Foot Ball Club Matera 1978-1979
Questa voce raccoglie le informazioni riguardanti il Foot Ball Club Matera nelle competizioni ufficiali della stagione 1978-1979.

## Stagione
Il primo campionato di serie C1 della storia non vede il Matera tra le favorite ma, dopo aver chiuso il girone di andata al 5º posto a 3 punti dalla vetta, i biancazzurri diventano la sorpresa dell'anno grazie ad una lunga serie di risultati positivi ottenuti nel girone di ritorno. La sconfitta esterna con il Catania alla terzultima giornata riapre i giochi al vertice della classifica, ma il Matera vince la gara interna successiva contro la Paganese e si appresta a disputare l'ultima giornata a pari punti con il Pisa e con un punto di vantaggio sul Catania stesso. Il 9 giugno 1979, nell'ultima giornata di campionato, il Matera affronta in trasferta la Lucchese; seguiti nella città toscana da oltre cinquemila tifosi, i biancazzurri vincono con un perentorio 4-0, confermandosi al primo posto nel girone. Così sotto la guida del presidente Franco Salerno, a cui è stato successivamente intitolato lo Stadio XXI Settembre, e dell'allenatore Franco Dibenedetto (premiato quell'anno con il Seminatore d'oro come miglior allenatore di Serie C), la città di Matera raggiunge per la prima ed unica volta nella sua storia la Serie B.

## Rosa
| N. |                   | Ruolo | Calciatore           |
| -- | ----------------- | ----- | -------------------- |
| -  | Italia (bandiera) | P     | Vincenzo Antezza (I) |
| -  | Italia (bandiera) | P     | Sergio Battistoni    |
| -  | Italia (bandiera) | P     | Adriano Casiraghi    |
| -  | Italia (bandiera) | P     | Angelo Lisanti       |
| -  | Italia (bandiera) | D     | Angelo Angelino      |
| -  | Italia (bandiera) | D     | Giuseppe Beretta     |
| -  | Italia (bandiera) | D     | Leonardo Bitetto     |
| -  | Italia (bandiera) | D     | Luigi De Canio       |
| -  | Italia (bandiera) | D     | Leonardo Generoso    |
| -  | Italia (bandiera) | D     | Antonino Imborgia    |
| -  | Italia (bandiera) | C     | Luciano Aprile       |

| N. |                   | Ruolo | Calciatore            |
| -- | ----------------- | ----- | --------------------- |
| -  | Italia (bandiera) | C     | Claudio Gambini       |
| -  | Italia (bandiera) | C     | Diego Giannattasio    |
| -  | Italia (bandiera) | C     | Mario Morello         |
| -  | Italia (bandiera) | C     | Paolo Pavese          |
| -  | Italia (bandiera) | C     | Pietro Quinto         |
| -  | Italia (bandiera) | C     | Giovanni Romita       |
| -  | Italia (bandiera) | C     | Michele Sassanelli    |
| -  | Italia (bandiera) | A     | Antonio Antezza (III) |
| -  | Italia (bandiera) | A     | Angelo Carella        |
| -  | Italia (bandiera) | A     | Giovanni Picat Re     |
| -  | Italia (bandiera) | A     | Giuseppe Raffaele     |

## Risultati

### Serie C1

#### Girone di andata
| 1ª giornata | Livorno | 0 – 0 | Matera |  |

| 2ª giornata | Matera | 1 – 0 | Benevento |  |

| 3ª giornata | Teramo | 0 – 1 | Matera |  |

| 4ª giornata | Matera | 0 – 0 | Empoli |  |

| 5ª giornata | Pisa | 1 – 0 | Matera |  |

| 6ª giornata | Barletta | 2 – 3 | Matera |  |

| 7ª giornata | Matera | 0 – 0 | Turris |  |

| 8ª giornata | Arezzo | 1 – 1 | Matera |  |

| 9ª giornata | Matera | 2 – 0 | Pro Cavese |  |

| 10ª giornata | Chieti | 0 – 0 | Matera |  |

| 11ª giornata | Matera | 1 – 0 | Latina |  |

| 12ª giornata | Campobasso | 1 – 0 | Matera |  |

| 13ª giornata | Matera | 1 – 1 | Reggina |  |

| 14ª giornata | Salernitana | 1 – 1 | Matera |  |

| 15ª giornata | Matera | 2 – 2 | Catania |  |

| 16ª giornata | Paganese | 0 – 0 | Matera |  |

| 17ª giornata | Matera | 1 – 1 | Lucchese |  |

#### Girone di ritorno
| 18ª giornata | Matera | 1 – 0 | Livorno |  |

| 19ª giornata | Benevento | 3 – 0 | Matera |  |

| 20ª giornata | Matera | 2 – 0 | Teramo |  |

| 21ª giornata | Empoli | 1 – 0 | Matera |  |

| 22ª giornata | Matera | 2 – 0 | Pisa |  |

| 23ª giornata | Matera | 2 – 0 | Barletta |  |

| 24ª giornata | Turris | 1 – 1 | Matera |  |

| 25ª giornata | Matera | 2 – 1 | Arezzo |  |

| 26ª giornata | Pro Cavese | 1 – 1 | Matera |  |

| 27ª giornata | Matera | 4 – 0 | Chieti |  |

| 28ª giornata | Latina | 1 – 2 | Matera |  |

| 29ª giornata | Matera | 2 – 1 | Campobasso |  |

| 30ª giornata | Reggina | 2 – 0 | Matera |  |

| 31ª giornata | Matera | 3 – 0 | Salernitana |  |

| 32ª giornata | Catania | 1 – 0 | Matera |  |

| 33ª giornata | Matera | 2 – 1 | Paganese |  |

| 34ª giornata | Lucchese | 0 – 4 | Matera |  |

### Coppa Italia Semiprofessionisti

#### Fase eliminatoria a gironi
| 1ª giornata | Barletta | 3 – 1 | Matera |  |

| 2ª giornata | Matera | 2 – 0 | Potenza |  |

| 3ª giornata | Matera | 3 – 0 | Barletta |  |

| 4ª giornata | Potenza | 1 – 2 | Matera |  |

#### Fase finale
| Sedicesimi di finale - Andata | Monopoli | 1 – 1 | Matera |  |

| Sedicesimi di finale - Ritorno | Matera | 1 – 2 | Monopoli |  |

## Statistiche

### Statistiche di squadra
| Competizione                    | Punti | Totale | Totale | Totale | Totale | Totale | Totale |  |
| Competizione                    | Punti | G      | V      | N      | P      | Gf     | Gs     |  |
| ------------------------------- | ----- | ------ | ------ | ------ | ------ | ------ | ------ |  |
| Serie C                         | 44    | 34     | 16     | 12     | 6      | 42     | 23     |  |
| Coppa Italia Semiprofessionisti | -     | 6      | 3      | 1      | 2      | 10     | 7      |  |

### Statistiche dei giocatori
| Giocatore        | Campionato | Campionato |
| Giocatore        | Pres       | Gol        |
| ---------------- | ---------- | ---------- |
| A. Angelino      | 11         | 0          |
| A. Antezza (III) | 2          | 0          |
| V. Antezza (I)   | 1          |            |
| L. Aprile        | 29         | 3          |
| S. Battistoni    | 3          |            |
| G. Beretta       | 24         | 0          |
| L. Bitetto       | 6          | 0          |
| A. Carella       | 10         | 2          |
| A. Casiraghi     | 31         |            |
| L. De Canio      | 28         | 0          |
| C. Gambini       | 32         | 1          |
| L. Generoso      | 24         | 0          |
| D. Giannattasio  | 24         | 0          |
| A. Imborgia      | 21         | 2          |
| A. Lisanti       | 1          |            |
| M. Morello       | 34         | 4          |
| P. Pavese        | 26         | 5          |
| G. Picat Re      | 31         | 8          |
| P. Quinto        | 11         | 0          |
| G. Raffaele      | 29         | 15         |
| G. Romita        | 1          | 0          |
| M. Sassanelli    | 29         | 2          |